# Construcția lui Dedekind
Construcția lui Dedekind (a unui corp complet ordonat) este o metodă pentru construirea de numere reale prin numere raționale.

## Definiție
Se numește tăietură o pereche D = (A,A') cu proprietățile: 
- A inclusă în Q, A' inclusă în Q nevide
- Reuniunea A cu A' este mulțimea Q
- Intersecția A cu A' este mulțimea vidă
- Oricare ar fi a din A și oricare ar fi a' din A', a ≤ a'